# سانادا یوکیتاکا
سانادا یوکیتاکا (به ژاپنی: 真田 幸隆 Sanada Yukitaka)؛ (۱۵۱۲ – ۸ ژوئن ۱۵۷۴ (سن ۶۲)) یک سامورایی در دوره سنگوکو و یکی از ۲۴ ژنرال تاکدا شینگن بود.
او پدر سانادا نوبوتسونا و سانادا ماسایوکی و پدربزرگ جنگجوی افسانه‌ای سامورایی سانادا یوکیمورا بود که در خدمت قبیله تویوتومی بود.
یوکیتاکا یکی از سه ژنرال «دانجو» بود که به همراه کوساکا ماسانوبو و هوشینا ماساتوشی، دانجوچو (دانجو مخفف یک عنوان رسمی، دانجوچو؛ 弾正忠) نامیده شد. قبیله سانادا پس از شکست توسط موراکامی یوشیکیو در نبرد Unno Daira در سال 1541 قلمرو خود را از دست داد. چند سال بعد، او تابع شینگن تاکدا شد.
تحت تاکدا شینگن، سانادا یوکیتاکا در نبرد اودایهارا در سال 1546 و محاصره توشی در سال‌های 1550 و 1551 شرکت کرد، پس از نبرد تویشی، خاندان یوکیتاکا و سانادا قلمرو قدیمی خود را احیا کردند.
یوکیتاکا در طول زندگی خود به گسترش دامنه قبیله تاکدا کمک کرد.